# Post scriptum
Post scriptum, geralmente abreviado como P.S. (do latim, literalmente “pós-escrito”, ''escrito depois''), originariamente indicava algo que se julgasse necessário acrescentar a uma carta após o seu encerramento (depois do fecho, da assinatura etc.). Com o tempo, foi-se percebendo que essa fórmula servia para corrigir os lapsos de memória ou simplesmente informar que haviam ocorrido alterações depois que se dera a carta escrita à mão por concluída.
O post scriptum é utilizado como uma estratégia retórica: depois de percorrer todo o corpo do texto, o leitor se depara no fim com uma ideia posta em destaque, colocada ali com suposta despreocupação, que equivaleria na fala ao “Ah! Antes que eu me esqueça”, que possivelmente anuncia o mais importante que se tem a dizer. É justamente esse efeito do post scriptum que explica a sua utilização nas cartas e mensagens escritas no computador, uma vez que, com os recursos de correção e arrependimento trazidos pelos processadores de texto, o utilizador pode simplesmente incluir no texto o que tinha esquecido sem mais usar essa figura de linguagem.
Em português o termo equivalente é "em tempo" ou “pós-escrito”, expressões modernizadas encontradas em alguns dicionários. Apesar disso, mantém-se ainda hoje em dia o uso frequente da abreviatura “P.S.”.